# Phoenix Solar
Phoenix Solar AG es una empresa alemana dedicada a la integración de sistemas fotovoltaicos. Específicamente, la compañía diseña, construye y opera grandes plantas de energía fotovoltaica y es un mayorista especializado de sistemas fotovoltaicos, módulos solares y equipo relacionado.

## Antecedentes
Phoenix Solar AG surgió de una iniciativa de "Bund der Energieverbraucher e.V" ("Cooperativa de Consumidores de Energía"), que se inició originalmente en 1994. La compañía fue oficialmente fundada el 18 de noviembre de 1999 e inscrita el 7 de enero de 2000 en el registro mercantil de las empresas. 
En la Junta General de Accionistas el 25 de mayo de 2007, los accionistas aprobaron el cambio de nombre de "Phönix SonnenStrom AG" a "Phoenix Solar AG". Phoenix Solar AG tiene su sede en Sulzemoos al noroeste de Múnich, Alemania, y oficinas de ventas en Alemania, así como filiales en Italia, España, Grecia, Singapur y Australia.

## En la bolsa de valores
Desde el 18 de noviembre de 2004, el "Phoenix SonnenAktie" (acciones de la empresa) se han negociado en la bolsa OTC en Múnich, Fráncfort del Meno, Berlín, Bremen y Stuttgart.
El inicio de las operaciones bursátiles en M: Access (el segmento de la Bolsa de Valores de Múnich, dedicado a las empresas pequeñas y medianas) el 27 de julio de 2005, permitió que Phoenix Solar AG obtuviera acceso a capital adicional y a un público más amplio de inversión. El 27 de junio de 2006, las acciones de Phoenix aparecen listadas y cotiza oficialmente en la Bolsa de Fráncfort del Meno (Prime Standard), uno de los intercambios más grande y más prestigiosos en el mundo. Desde marzo de 2008, acciones de Phoenix Solar también se negocian en la Bolsa tecnológica TecDAX por la Deutsche Börse (autoridad de la Bolsa de Valores Alemana).